# Xanthosoma puberulum
Xanthosoma puberulum är en kallaväxtart som beskrevs av Thomas Bernard Croat. Xanthosoma puberulum ingår i släktet Xanthosoma och familjen kallaväxter.
Artens utbredningsområde är Bolivia. Inga underarter finns listade.